# 莫里斯·拉馮
莫里斯·拉馮（1927年9月13日—2005年4月8日）是一名法國前足球運動員，司職後衛。在1958世界盃期間，拉馮是法國國家隊的一員。
拉馮首次於1950年4月23日在法甲為尼姆對勒哈弗爾的比賽中上陣。1951-1952年被借用至格勒諾布爾，1952年7月再回到尼姆，成為正選中後衛。拉馮是1958年法國盃決賽隊伍尼姆的隊長，可惜以1-3敗給蘭斯，只獲得亞軍。
1958年，拉馮總共四次入選法國國家隊，並入選1958世界盃決賽週法國隊的22人之一，最後法國隊獲得季軍 。

## 榮譽
- 世界盃 季軍：1958年[2]

## 外部鏈接
- Maurice Lafont （页面存档备份，存于）於法國足球總會（法語）